# Сибірський державний аерокосмічний університет
Сибірський державний аерокосмічний університет імені академіка М. Ф. Решетнева, СибДАУ (Сибирский государственный аэрокосмический университет имени академика М. Ф. Решетнёва) — університет в Росії, що спеціалізується на підготовці висококваліфікованих кадрів для аерокосмічної промисловості і машинобудування, а також цивільної авіації.

## Історія
Заснований в 1960 році як філія Красноярського політехнічного інституту. У 1989 році завод-втуз при КПІ був перейменований в Красноярський інститут космічної техніки. Ця назва була дійсною до 1992 року. КІКТ був перейменований в Сибірську аерокосмічну академію. А в 2002 році університет прийняв нинішню назву. Ім'я академіка Михайла Федоровича Решетнева йому було присвоєно у зв'язку з тим, що російський конструктор космічної техніки Решетнев став символом аерокосмічної галузі регіону.

## Факультети СибДАУ
В СибДАУ є факультети:
- Факультет машинознавства і мехатроникі
- Факультет цивільної авіації і митної справи
- Інженерно-економічний факультет
- Гуманітарний факультет
- Міжнародна вища школа бізнесу
- Факультет заочної і додаткової освіти
- Факультет підвищення кваліфікації і перепідготовки фахівців
- Факультет фізичної культури і спорту
- Факультет підвищення кваліфікації викладачів